# Dive
Dive var en svensk musikgrupp bestående av Chris Lancelot (egentligen Krister Linder) och Erik Holmberg. 
Duon gav ut tre studioalbum under 1990-talet.  
Båda var även medlemmar i popgruppen Grace soms bl.a. spelade in, Ingen kan älska som vi, i slutet på 1980-talet. 
Ett fjärde album spelades in men släpptes aldrig, och de bägge medlemmarna gick vidare till andra musikprojekt.
Duons största hitsingel var Captain Nemo som senare också spelats in av bland annat Sarah Brightman och Cecilia Vennersten.
Musikstilen är experimentell, melodisk, lugn och känslostark electronica och drömpop. Dock även med tyngre inslag av rock, backad av gitarrer. Inspirationskällor var på den första skivan Where The River Turns To Sea, från 1990, främst religion, speciellt buddhism. Stina Nordenstam medverkade på singlarna The Ocean och A Room Full of Flowers från det andra studioalbumet, Stills från 1992. För den tredje och sista självbetitlade skivan från 1994, uppgav sångaren Krister Linder nattliga drömmar som inspiration för texterna. Dive försökte distansera sig från den konventionella musikscenen. 30 januari 2016 sjöng Linder Captain Nemo tillsammans med Solar Fields på Världskulturmuseet i Göteborg.
Dive ska inte förväxlas med en belgisk grupp med samma namn.

## Diskografi

### Studioalbum
- 1990 – Where the River Turns to Sea
- 1992 – Stills
- 1994 – Dive (Transmit/Receive)

### Singlar
- 1990 – Captain Nemo
- 1990 – Same Old Town
- 1990 – Overflow
- 1992 – A Room Full of Flowers
- 1992 – Never Love Again
- 1992 – The Ocean
- 1994 – Ultralight Lovegun
- 1994 – Coming On Strong
- 1994 – Last Train Ever